# Chrysopa beccarii
Chrysopa beccarii är en insektsart som beskrevs av Navás 1929. Chrysopa beccarii ingår i släktet Chrysopa och familjen guldögonsländor. Inga underarter finns listade i Catalogue of Life.